# Carabodes arduinii
Carabodes arduinii är en kvalsterart som beskrevs av R.C. Valle 1955. Carabodes arduinii ingår i släktet Carabodes och familjen Carabodidae. Inga underarter finns listade.